# Sphegina stackelbergi
Sphegina stackelbergi är en tvåvingeart som beskrevs av Violovitsh 1980. Sphegina stackelbergi ingår i släktet midjeblomflugor, och familjen blomflugor. Inga underarter finns listade i Catalogue of Life.